# Грибной дождик
«Грибной дождик» — советский рисованный мультипликационный фильм снятый режиссёром Иваном Давыдовым на студии «Союзмультфильм» 1985 года по сценарию Александра Курляндского.

## Сюжет
Прохаживался по лесу маленький слоненок, видит, что лежит карандаш, обмотанный лентами. Подвязал свои уши лентой и пошел дальше. Встречает бегемота, но тот лишь засмеял слоненка, когда увидел ленту на ушах. Бегемот стал грустным, когда узнал, зачем так сделал слоненок. Бегемоту мешал его большой живот. Ребята решили эту трудность благодаря лентам. Жирафу, который сначала смеялся над ними, тоже понадобилась лента, чтобы не цеплять головой облака.
Они уже шли втроем, перемотанные лентами, когда повстречали девочку. Та была очень расстроена, потому что у неё пропали банты. Все поняли, что их и нашел слоненок. Зверята с радостью вернули девочке её пропажу, но вдруг сильным порывом ветра банты улетели из рук девочки. А потом пошел дождь. Слоненок, бегемот и жираф предложили свою помощь девочке, чтобы поскорее найти банты. Все банты были обнаружены жирафом, когда тот разгонял головой тучи. Девочка достойно повесила два из них себе на волосы. А остальные решила отдать своим новым друзьям.
Все увидели маленькую тучку вдалеке, искупались под её дождиком и мгновенно выросли. Обрадовались этому и своей новой дружбе, которую все они обрели благодаря потере девочкой бантов.

## Создатели
- Автор сценария: Александр Курляндский
- Режиссёр: Иван Давыдов
- Художник-постановщик: Виктор Никитин
- Оператор: Александр Чеховский
- Композитор: Анатолий Мишта
- Звукооператор: Борис Фильчиков
- Художники-мультипликаторы: Татьяна Померанцева, Марина Восканьянц, Галина Зеброва, Юрий Мещеряков, Наталия Богомолова
- Редактор: Наталья Абрамова

## Роли озвучивали
- Наталья Швец — Слонёнок
- Наталья Гурзо— Бегемот
- Татьяна Решетникова — Жираф
- Татьяна Божок — девочка
- Людмила Гнилова — вокал